# 加藤綾子
加藤 綾子（かとう あやこ、1985年4月23日 - ）は、日本のフリーアナウンサー、女優。元フジテレビアナウンサー。ジャパン・ミュージックエンターテインメント所属。埼玉県三郷市出身。

## 人物
家族は両親と2歳上の兄の4人家族。国立音楽大学附属高等学校、国立音楽大学音楽学部音楽教育学科・幼児教育専修卒業。LE VELVETSの佐藤隆紀は大学の同級生。幼少からピアノを習い、17年間にピアノ、声楽、三味線などを習得している。大学では音楽教育学科に所属し、リトミックゼミで子供に音楽を体感させるなどして音楽教師を目指していた。そのため、中学・高校の教員免許（音楽）を持っている。大学在学中、卒業後にテレビ局へ就職してアナウンサーになることを目指し、就職活動の一環としてTBSアナウンススクールに通った。採用試験では、NHKが書類選考で落ちたものの、最終的に日本テレビ、TBS、フジテレビの民放キー局3社から内定を得て、2008年4月1日にフジテレビに入社した。 同期入社のアナウンサーは榎並大二郎、椿原慶子。

漢字検定2級、普通自動車免許1種を所持している。幼少から、米、小麦、肉の食物アレルギーがあり、それらを少しでも口にすると眠れなくなるほど悪化することもあったため、子供が大好きなハンバーグやケーキなども、一切れも食べることができなかった。幼稚園の頃は、雑穀米の弁当を食べていた。中学2年の夏に、食事療法が功を奏し、良い医師との出会いもあり、症状は改善し、現在は肉アレルギーのみが残っている。フリー転身の理由について、「フリーであれば、仕事をセーブしたいときにはセーブすることができ、仕事をがんばりたいときにはがんばれる。自由に仕事の量を調節できる」ことを挙げた。NHK『連続テレビ小説』をよく視聴している。2018年上期『半分、青い。』で朝ドラ初出演も果たしている。

## 経歴
2008年6月27日、BSフジで放送されたL!VE MAJOR LEAGUE BASEBALL2008「パイレーツ×ヤンキース」にて、アシスタントを務める。FNS27時間テレビ!! みんな笑顔のひょうきん夢列島!!（2008年7月26日 - 27日）グランドフィナーレで毎年恒例の新人アナによる提供読みお披露目。2008年のトップバッターを務めた。1年先輩の生野陽子が2008年9月25日まで担当した『ショーパン』の後を受け、2008年10月13日からスタートの冠番組『カトパン』でMC（初レギュラー）を任されることが決まった。
2008年9月28日放送の『タモリのボキャブラ天国大復活祭スペシャル』ではヒロミの代役で先輩アナの小島奈津子と共に初めてアシスタントを務めた。2009年10月19日から『ホンマでっか!?TV』のMCを担当。2011年7月6日発売のシングル「少しずつ 少しずつ」では商業目的としては初めて、作曲に挑戦した。2012年4月2日より、『めざましテレビ』のメインキャスターに就任。2016年1月22日、4月1日の放送で同番組を降板し、4月末でフジテレビを退社することが発表された。同年4月2日スタートのスポーツ情報番組『スポーツLIFE HERO'S』にMCとしてレギュラー出演同月30日にフジテレビを退職。2016年5月1日にジャパン・ミュージックエンターテインメント所属のフリーアナウンサーとして活動を開始。10月27日、第2回クリスマスジュエリープリンセス賞 特別賞を受賞。2017年4月3日放送の『しゃべくり007』（日本テレビ）にてフジテレビ系以外の番組初出演となった。2018年4月よりテレビドラマ『ブラックペアン』（TBS）で治験コーディネーター・木下香織役を演じて女優業にも本格的に進出。
2019年4月1日より開始のフジテレビ系夕方のニュース番組『Live News it!』のメインキャスターに就任することになった。2021年6月6日に一般男性と結婚したことを、かつてMCを務めていた『めざましテレビ』内で直筆のコメントを寄せる形で翌7日に発表した。2022年9月をもって、3年半出演した『Live News it!』を卒業し、活動を一旦休止。 家族との過ごす時間をつくる為という。2023年12月29日、第1子女児を出産。
2025年より育休より復帰し、テレビ東京のバラエティ番組『ナゼそこ?』（同年4月3日放送より）にて新井恵理那（フリーアナウンサー）と秋元真夏（タレント）の後を受けて新MCに起用されることとなった。尚、加藤がフリー転向後に古巣のフジテレビ以外の局でレギュラー番組を持つのはこれが初となる。

## 出演

### テレビ番組
- 優しい人なら解ける クイズやさしいね（フジテレビ、2015年11月3日 - 2017年3月21日）
- スポーツLIFE HERO'S（フジテレビ、2016年4月3日 - 2018年3月25日、日曜深夜版のみ）[注 2] - MC

いずれも、フジテレビ在籍時から出演していた。
- 最上級のひらめきニンゲンを目指せ!クイズ!金の正解!銀の正解!（フジテレビ、2017年4月22日 - 同9月16日） - MC（神の使い 役）[23]
- ミュージックフェア（フジテレビ、2018年5月5日 - 2019年2月23日）[24] - 仲間由紀恵産休時の総合司会代行
- ホンマでっか!?TV（フジテレビ、2009年10月19日 -2022年4月6日 ） - MC
- 世界へ発信!SNS英語術（NHK Eテレ、2018年4月5日 - 2019年3月28日） - 司会 [25]
- Live News イット!（フジテレビ、2019年4月1日 - 2022年9月30日） - メインキャスター[26]
- 芸能界特技王決定戦 TEPPEN（フジテレビ） - 進行（第4回：2012年6月16日、第7回：2014年1月4日、第16回 : 2018年1月12日、第17回 : 2018年9月28日、第18回 : 2019年1月11日）- 司会
- 世界法廷ミステリー（フジテレビ、2012年9月25日 - 2020年3月15日） - MC
- アレがあるから今がある! ～成功のきっかけ大追跡～（関西テレビ、2017年3月28日 - ）[27] - MC
- 男の本性あぶり出しバラエティ 妄想ふくらむフグ女たち（読売テレビ、2017年12月15日、2018年9月27日） - 第2回よりMC[28]
- ビートたけしの私が嫉妬したスゴい人（フジテレビ、2017年4月6日、2018年1月3日) -司会進行
- 池上彰が教えたい!『実は…のハナシ。』（日本テレビ、2017年6月15日・2018年8月9日）[29]
- クジパン（フジテレビ、2017年7月3日 - 14日） - 第1 - 2週ゲスト[30]
- 今夜はとことん!ピアノと日本人（NHK BSプレミアム、2017年7月26日） - ナビゲーター[31]
- Love music（フジテレビ、2017年7月30日・12月3日、2018年7月23日・12月2日 - 12月9日） - トークゲスト
- 空旅をあなたへ-PREMIUM SKY-（フジテレビ、2017年8月1日 - 29日） - マンスリーゲスト
- いま売れている! ニッポンの21世紀職人!! 内村と坂上の21世紀職人!!（フジテレビ、2017年9月13日）MC [32]
- 世にも奇妙な物語 '17秋の特別編 「女子力」（フジテレビ、2017年10月14日）[33]
- ごごナマ NHK総合テレビジョン （2018年1月11日）- ゲスト[34]
- 第37回大阪国際女子マラソン（関西テレビ、2018年1月28日） - 中継番組MC[35]
- 第23回冬季オリンピック 平昌大会（2018年2月9日 - 25日） - フジテレビ系中継番組キャスター[36]
- 世界スプリントスピードスケート選手権大会 2018（フジテレビ、2018年3月4日） - 中継番組メインキャスター
- とんねるずのみなさんのおかげでした（フジテレビ） - 一部企画アシスタント
- 探偵!ナイトスクープ（朝日放送、2018年4月27日・10月5日 - 10月12日） - 秘書見習い[37]
- 世界が変わる!?ニッポンのたくら民（テレビ朝日、2018年6月2日） - MC[38]
- 有田P おもてなす（NHK総合、2018年6月2日） - 第9回ゲスト[39]
- 金曜プレミアム 世界の21世紀職人（フジテレビ、2018年6月22日） - MC
- KinKi Kidsのブンブブーン（フジテレビ、2018年6月30日・7月7日） - ゲスト
- クラシック音楽館 「N響ほっとコンサート」（NHK Eテレ、2018年9月16日） - ナビゲーター[注 3]
- 2018 FNS歌謡祭  （フジテレビ 第47回 第1夜 : 2018年12月5日 - 第2夜 : 2018年12月12日） - MC
- 全日本フィギュアスケート選手権 2018 （フジテレビ 2018年12月21日・23日 - 24日） - MC
- ナゼそこ?+ （テレビ東京 2025年4月3日 - ） - MC[40]

#### フジテレビ在籍時
- 森田一義アワー 笑っていいとも!
  - テレフォンアナウンサー 水曜日担当（2008年10月1日 - 2009年3月25日）
  - テレフォンアナウンサー 木曜日担当（2009年4月2日 - 2010年9月30日）
  - 笑っていいとも!増刊号（2008年10月5日 - 2010年10月3日）
    - 初出演はテレフォンショッキング（2008年7月1日） - 毎年恒例新人紹介
- めざにゅ〜[注 4]
  - 情報キャスター担当 木・金（2008年10月2日 - 2009年9月18日）
  - メインキャスター担当 木・金（2009年9月24日 - 2010年10月1日）
- めざましどようび
  - 天気担当（2008年10月4日 - 2009年3月28日）
  - 情報キャスター担当（2009年4月4日 - 2010年9月25日）
- めざましテレビ
  - 情報キャスター（2010年10月4日 - 2012年3月30日）
  - メーンキャスター（2012年4月2日 - 2016年4月1日）
  - お天気キャスター（2008年9月15日 - 9月17日） - 皆藤愛子の代行
  - エンタ!知ったかフリップ担当（木・金、2008年10月2日 - 2009年3月27日）
  - 情報キャスター（ニュース）（2009年7月27 - 31日、9月14 - 18日、12月17・18・24日、2010年4月30日、9月2・3日、9月13 - 17日）生野陽子の代行
  - メインキャスター（2009年12月14 - 16日）高島彩の代行
- カトパン（2008年10月13日 - 2009年3月19日） - MC
- 芸能人こだわり王講座 イケタク（2009年4月6日 - 9月24日） - アシスタント
- チャギントン サンデー（2010年4月4日 - 2011年10月2日） - ナビゲーター
- 恋するTV すごキュン（2010年4月16日 - 9月24日） - 進行
- 1924（2010年4月16日 - 9月17日） - 進行
- (株)世界衝撃映像社（2010年10月16日 - 2011年3月5日） - AP
- 天使の美容室〜髪が乾くまで…〜（2011年4月11日 - 9月22日） - MC
- 超潜入!リアルスコープハイパー（2012年4月7日 - 2013年10月19日） - 進行
- バイキング（2014年4月1日 - 9月25日） - 進行
- 日本語探Qバラエティ クイズ!それマジ!?ニッポン（2014年2月2日 - 10月19日） - 進行
- おーい!ひろいき村（2015年4月11日 - 2016年3月5日） - 進行
- はねるのトびら（2008年5月24日、2011年3月16日、2012年4月25日、6月22日、12月28日）
- FNNスーパーニュースWEEKEND
- FNNスピーク（2008年7月31日） - お台場冒険王ファイナル レポーター VS HELPくん
- ハピふる!（2008年8月1・7・8日） - 休暇代理総合司会
- めちゃ×2イケてるッ!（2008年10月18日、2011年2月12日、6月11日、2012年11月17日）
- アナ★バン!（2008年10月19日、11月23日、2009年1月4日、4月12・19日、6月14日、8月2・9日、10月25日、11月1日、12月6日、2010年1月10・17・24日、2月7・28日、4月18・25日、5月16・23・30日、7月4・25日、8月15日、2011年1月9・16日、2月20日、4月24日、5月1・8・15・29日、6月26日、7月3・17日、8月7・28日、9月11・25日、10月23日、11月6・20日、12月4日、2012年1月22日、2月19日、3月18・25日、4月14日）
- ネプリーグ（2008年12月29日、2010年7月12日、2011年8月8日、2012年1月2日、11月19日） - 解答者
- あるわぁ（2009年4月4日、10月7日） - 司会
- どっきり王座決定戦スペシャル（2009年5月6日、12月4日、2010年5月5日、10月8日、2011年6月28日） - 司会
- 歌がうまい王座決定戦スペシャル（2009年5月19日、8月18日、12月8日、2010年2月9日、6月8日、8月17日、2011年3月8日、5月31日、8月23日、12月21日、2012年2月14日、5月29日、8月14日、10月19日） - 司会
- 人志松本のすべらない話（2009年6月27日、12月26日、2010年6月26日、12月25日、2011年6月25日、12月23日、2012年6月23日、12月29日） - 進行・インタビュー
- 体育倉庫〜ジムくんとゆかいな仲間たち〜（2009年7月5日 - 8月30日、2010年6月13日 - ） - ジムくん役、「湾岸体操」担当[41]
- 本日建国!お台場合衆国 めざまし真夏の大中継スペシャル（2009年7月18日）
- FNSの日26時間テレビ2009 超笑顔パレード爆笑!お台場合宿!!（2009年7月25・26日） - インフォメーション担当
- ラブログ（2009年10月6日、12月28日）
- 迷える子羊ちゃん（2009年10月11日） - 秘書
- 新春 鶴瓶大新年会（2010年1月1日、2011年1月1日） - 進行
- 志村けんのバカ殿様（2010年1月7日、9月30日、2012年1月10日、4月3日、10月16日、2013年1月11日） - コント
- 情報エンタメLIVE ジャーナる!（2010年2月14・21・28日） - 平井理央がバンクーバーオリンピック出張による不在時の代理を担当
- クイズ!ヘキサゴンII（2010年3月10日） - アナウンサーチーム
- フジ算（2010年5月10 - 12日、17 - 19日） - ヘルプ
- チャンネルΣ・お台場合衆国突入スペシャル（2010年7月17日）
- FNSの日26時間テレビ2010 超笑顔パレード絆/爆笑 お台場合宿!（2010年7月24・25日） - インフォメーション担当
- Mr.サンデー（フジテレビ・関西テレビ共同制作、2010年8月22日、2011年1月23日、2012年2月12日） - 滝川クリステルの代理
- VS嵐（2010年8月12日、10月14日、2011年4月7日、2012年7月26日、2013年1月3日）
- お客様は王様かよっ!?（2010年9月23日、2012年1月31日） - 司会
- 中居正広の世界はスゲェ!ココまで調べましたSP（2010年11月9日、2011年8月16日、2012年1月24日、6月19日、2013年1月8日） - 進行
- とんねるずのみなさんのおかげでした（2010年11月25日、2011年1月20日、7月14日、9月15日、10月27日、11月24日、12月8・15・22日、2012年3月8・15日、4月12・19日、7月5日、8月16日、9月13・20日、11月29日、2013年12月19日）
- World Baseballエンタテイメント たまッチ!（2010年12月29日、2012年12月30日） - 進行
- 大みそか列島縦断LIVE 景気満開テレビ（2010年12月31日、2011年12月31日、2012年12月31日） - MC
- 初詣!爆笑ヒットパレード（2011年1月1日、2012年1月1日、2013年1月1日） - 司会
- オレたちお笑い心霊団（2011年1月2日）
- 地球侵略!ダバダバ大戦（2011年1月10日、3月29日、6月10日） - 司会
- めざましテレビpresents加藤綾子K-POP旋風・パワフル韓国紀行（フジテレビ 2010年12月24日、BSフジ 2011年1月8日・15日）
- R-1ぐらんぷり（関西テレビ、2011年2月11日、2012年3月20日、2013年2月12日） - 司会
- 僕らの音楽（2011年3月25日 - 2014年9月19日） - インタビュアー
- 局地的ベタンダード（2011年5月14日） - 司会
- ウチくる!?（2011年5月22日、2012年12月16日） - ゲスト
- B.C.ビューティー・コロシアム（2011年6月21日） - 司会
- 泣いて笑って2時間マルマル！元気モリモリSP（2011年7月3日） - 進行アシスタント
- FNS27時間テレビ めちゃ²デジッてるッ! 笑顔になれなきゃテレビじゃないじゃ〜ん!!（2011年7月23・24日） - めちゃデジ・スマイルMC
- ゴレンタン（2011年8月31日、9月7日）
- クイズの学校!アビデベ（2011年12月29日） - MC
- パーフェクトアーチ（2012年1月2日） - MC
- 日本スクープ笑学生グランプリ（2012年1月3日） - MC
- ブレインワールドカップ（2012年1月3日、8月4日、2013年7月27日） - 進行
- マジックのタネここまで見せるかSP（2012年3月13日、2013年3月26日） - MC
- とんねるずが生放送!音楽番組全部見せます!!-名曲で元気になろう- （2012年3月21日） - 進行
- カトパン2012〜ダイバーシティ東京 レディースオープンSP〜（2012年4月19・21日） - MC
- ドリームオファー〜一流アスリートにムチャなお願いしちゃいました!SP〜（2012年4月28日、12月1日、2013年12月14日） - MC
- 70人の芸能人がひくほど本気になっちゃう春のガチ運動会（2012年4月29日） - 司会
- 脳活アップデートQ!スマートモンキーズ!!（2012年5月20日 - 7月1日） - 司会
- ジャイアントキリング（2012年7月1日、12月30日） - 進行
- キカナイトF（2012年7月6日 - 20日、9月14・21日） - 進行
- FNS27時間テレビ 笑っていいとも!真夏の超団結特大号!!徹夜でがんばっちゃってもいいかな?（2012年7月21・22日） - 進行
- おもしろ言葉ゲーム OMOJAN（2012年7月31日） - プレイヤー
- クイズNINGEN園（2012年9月7日） - 園長
- NEWジャンクSPORTS（2012年9月17日、2013年2月16日） - MC
- 相葉雅紀のデビュー・キッズ（2012年9月20日） - 進行
- 世界法廷ミステリー（2012年9月25日、2013年2月2日） - MC
- ウソでっしゃろ!?TV（2012年9月26日） - パネラー
- 歴史B（2012年10月5日） - 進行
- ALLSTAR WARS（2012年10月8日） - 司会進行
- ドリフ大爆笑35周年（2012年10月30日） - ゲスト
- バイヤーゲーム（2012年11月11日） - 進行
- PRICELESS〜あるわけねぇだろ、んなもん!〜（2012年11月26日） - 記者会見の進行役
- プライドプライス（2012年12月15日） - レポーター
- ニッポンの選択・ビギンズ（2012年12月17日） - 情報キャスター
- キラキラ☆ガールズトーク（2012年12月18 - 21日）
- なんでも比べるバラエティTENBIN（2012年12月30日） - MC
- 晴れたらイイねッ!2012（2012年12月31日）
- マバタキー（2012年12月31日、2013年3月27日） - MC
- IQサプリ2013（2013年1月22日、5月28日） - 秘書
- dinner（2013年2月3日） - 本人役
- カトパン2013〜ダイバーシティ東京 劇的1周年記念SP〜（2013年4月6・7日） - MC
- ダイヤモンドグローブスペシャル（2013年4月16日、12月6日） - MC
- FNS27時間テレビ 女子力全開2013 乙女の笑顔が明日をつくる!!（2013年8月3・4日） - 進行
- ひろいきの（2013年10月15日 - 11月5日） - ゲスト
- 独身貴族 第3話（2013年10月24日） - ウェイトレス役
- FNS名曲の祭典 秘蔵映像で振り返る55年 -NO MUSIC, NO TV.-（2013年11月2日） - 司会
- さんま&くりぃむの芸能界(秘)個人情報グランプリ（2013年11月30日、2014年4月19日、8月2日） - アシスタント
- 超ド級!世界のありえない映像烈伝（2013年12月3日） - MC
- 武器はテレビ。SMAP×FNS 27時間テレビ（2014年7月26・27日） - 進行

### ラジオ番組
- 角田龍平のオールナイトニッポンR（ニッポン放送、2009年2月21日）
- J-WAVE SPECIAL Smartphone AQUOS HELLO, IT'S ME（J-WAVE、2016年8月11日）
- JUNK・バナナマンのバナナムーンGOLD（TBSラジオ、2018年4月20日）
- NISSAN あ、安部礼司〜BEYOND THE AVERAGE （TOKYO FM 2018年10月21日、2019年2月10日）

### ウェブ番組
- 安室奈美恵ファッション総選挙　FASHION MOVIE BEST 50（2018年9月9日、AbemaTV） - MC[42]

### CM・広告
- SHARP「AQUOS スマートフォン」（2016年）[43]
- アサヒビール「アサヒ オフ」（2016年）[44]
- 花王「ビオレうるおいクレンジングリキッド」（2016年）[45]
- 東京消防庁・全国消防協会 「春の火災予防運動」（2017年3月1日 - 7日）[46]
- 国民年金基金連合会 個人型確定拠出年金「iDeCo（イデコ）」（2017年）[47]
- サンスター
  - 「G・U・M（ガム）・デンタルリンス ナイトケア」素敵な一日篇（2017年）
  - 「G・U・M・デンタルリンス」エヴリデイ篇（2018年）
  - 「G・U・M（ガム）・ナイトケアリンス ナイトケア」朝が変わる篇（2018年）
- 総務省「平成30年住宅・土地統計調査」（2018年）[48]

### 映画
- エイプリルフールズ（2015年4月1日公開） - おめざめテレビキャスター 役

### テレビドラマ
- 日曜劇場「ブラックペアン」（2018年4月22日 - 6月24日、TBS） - 木下香織 役[49]
- 連続テレビ小説「半分、青い。」第4週（2018年4月23日 - 4月28日、NHK） - アナウンサー 役[50]

## イベント
- 「ウォーターマン」クリスマスコラボレーションイベント（2016年12月6日）[51]
- 東京消防庁「消防ふれあいフェスタ2017 in 二子玉川」（2017年3月1日）[52][53]
- 松屋銀座店「誕生15周年記念 くまのがっこう展」オープニングイベント（2017年4月18日）[54]
- 三菱地所「MARUNOUCHI 2017 SPORTS FES」オープニングセレモニー（2017年8月3日）[55]
- デル コンシューマー新製品発表会（2017年9月29日）[56]
- サンスターグループ オーラルケアカンパニー「EVERYDAY G・U・Mキャンペーン発表会」（2017年11月7日）[57]
- 日本郵便「とどけ!応援メッセージキャンペーン」記者発表会（2017年11月27日）[58]
- Jリーグアウォーズ  2017 年度表彰式 (2017年12月5日) - 総合司会 [59]
- ティファール 春の新商品発表会（2018年2月28日）[60]
- 「DAZN for docomo SPORTS LOUNGE」オープニングセレモニー（2018年3月6日）[61]
- JTBコミュニケーションデザイン「万華響-MANGEKYO-」PRアンバサダー就任式（2018年3月28日）[62]
- 埼玉県警「春の全国交通安全運動」出発式（2018年4月6日）[63]
- DMM.com証券 「DMM株」新イメージキャラクター就任 記者発表会（2018年4月9日）[64]
- N響ほっとコンサート 夏休み特別公演[65]（2018年8月5日、NHKホール） - ナビゲーター
- 第31回日本メガネベストドレッサー賞授賞式 - 文化界部門受賞（2018年10月22日）[66]
- イルミネーションイベント「青の洞窟 SHIBUYA」点灯式（2018年11月29日）[67]
- 日本郵便「2019年用年賀 お年玉くじ抽せん会」（2019年1月20日）[68][69]

## 書籍
- あさえがお（2016年11月16日、小学館）[70] ISBN 9784093885294
- 会話は、とぎれていい 愛される48のヒント（2019年4月12日、文響社）ISBN 9784866511221

### 連載
- 『東京五輪 伝説の胎動』スポーツニッポン（毎月最終火曜日）（2016年10月 - ）
- BAILA
  - 『週末ふるまいごはん』集英社 （毎月12日発売）（2017年4月 - 2018年11月）
  - 『加藤綾子（カトパン）のあえて小さく飾る花レッスン』（2018年12月 - ）
- Men‘s Ex『一流思考のヒント』世界文化社 （毎月6日発売）（2017年12月 - ）

## 同期入社
- 椿原慶子
- 榎並大二郎